# Рогач Сергій Лазаревич
Сергій Лазаревич Рогач (біл. Сяргей Рогач ;1891 - не раніше 1927)  — білоруський діяч. Учасник Слуцького збройного повстання.
Під час Слуцького збройного повстання командував 2-ю компанією (ротою) Першого Слуцького полку в чині підпоручника.
Після повстання в березні 1921 року прибув із солдатами в Дорогуський табір інтернованих (Холмська губернія).
Через посилену агітацію проти виборів у Віленський Сейм (1922) в ніч із 19 на 20 січня 1922 року заарештований польською владою в числі 33 білоруських і литовських активістів, висланих з Вільнюса 19 січня 1922 року. Перебував у в'язниці. Завдяки тиску  Литви в лютому 1922 року переданий литовській стороні. Після виселення з  Вільнюса спочатку жив у  Литві. У 1923 році навчався в  Празі на агрономічному факультеті Вищої технічної школи.
У 1927 році виїхав до СРСР. Подальша доля невідома.